# Paysandú Bella Vista
El Atlético Bella Vista, anteriormente conocido como Paysandú Bella Vista y registrado en la AUF con dicho nombre, es un club amateur de fútbol uruguayo, de la ciudad de Paysandú. Fue fundado el 11 de enero de 1939.
Actualmente juega en la Liga Departamental de Fútbol de Paysandú. Anteriormente participó en la Primera División de la AUF.

## Historia
El Atlético Bella Vista fue fundado el 11 de enero de 1939. La mayor parte de su historia la vivió en la Liga Departamental de Fútbol de Paysandú, donde ha obtenido hasta el momento 14 títulos.
En 1977 obtuvo por primera y única vez la Copa El País, y además de manera invicta. Gracias a ese título pudo participar de la Supercopa de Clubes Campeones del Interior 1981, título que obtendría.
En el año 1998 obtuvo la primera edición del Torneo Mayor de Clubes Campeones del Interior. En 1999 participó de la Primera división del Campeonato Uruguayo de Fútbol por medio de una licitación (o sea sin jugar previamente en la segunda división uruguaya). Participó de ese torneo, y de los siguientes, bajo el nombre de Paysandú Bella Vista, pero aún manteniendo el nombre institucional de Atlético Bella Vista. En 2005 hizo oficial el cambio de nombre institucional.
En ese mismo año, jugando en la segunda división uruguaya, logró el ascenso a primera, pero fue suspendido por deudas. Para el 2006 se volvió a afiliar a la Liga Departamental de Fútbol de Paysandú. Por razones reglamentarias tuvo que jugar en la Segunda división, pero ese mismo año logró el ascenso a Primera.
Con el campeonato de Honor del año 2011, el Atlético Bella Vista es el único club afiliado a la liga de fútbol de Paysandú en tener dos tricampeonatos.
Paysandú Bella Vista es el equipo en el cual hizo su debut deportivo Egidio Arévalo Ríos, en el año 1999.

## Uniforme
- Uniforme titular: Camiseta amarilla con vivos blancos, pantalón azul, medias azules.
- Uniforme alternativo: Camiseta azul con vivos amarillos, pantalón azul, medias azul.

## Palmarés

### Torneos nacionales
| Competición nacional                            | Títulos          | Subcampeonatos |
| ----------------------------------------------- | ---------------- | -------------- |
| Copa Nacional de Clubes (3):                    | 1977, 1981, 2018 |                |
| Torneo Mayor de Clubes del Interior (1):        | 1998             |                |
| Supercopa de Clubes Campeones del Interior (1): | 1981             |                |
| Torneo AUF de clubes del Interior (1):          | 1999             |                |

| Competición Local                                          | Títulos                                                                           | Subcampeonatos |
| ---------------------------------------------------------- | --------------------------------------------------------------------------------- | -------------- |
| Liga Departamental de Fútbol de Paysandú (14):             | 1948, 1975, 1976, 1977, 1988, 1991, 1995, 1996, 1998,2009, 2010, 2011, 2015, 2023 |                |
| Liga Departamental de Fútbol de Paysandú Divisional B (2): | 1958, 1972                                                                        |                |